# Reiner Hollmann

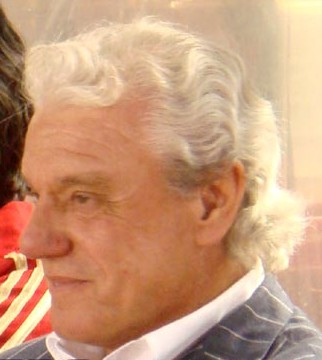
Reiner Hollmann (2008)

Reiner Hollmann (* 30. September 1949 in Walsum) ist ein ehemaliger deutscher Fußballspieler und -trainer.
Als Bundesligaspieler war er 1973 Absteiger mit SC Rot-Weiß Oberhausen und stieg danach mit Eintracht Braunschweig zweimal in die Bundesliga auf und einmal ab. Zwischenzeitlich wurde er einmal Dritter mit den Niedersachsen, bei denen von 1973 bis 1984 spielte.
Als Assistenztrainer an der Seite von Karl-Heinz Feldkamp ist er verbunden mit der deutschen Meisterschaft des 1. FC Kaiserslautern von 1991. Als Cheftrainer gewann er die türkische Meisterschaft von 1994 mit Galatasaray Istanbul. Mit dem Kairoer Verein al Ahly SC gewann er Mitte der 1990er Jahre zweimal die ägyptische Meisterschaft, den Pokal und den Arabischen Champions Cup. Seit 2008 hat er sich vom Trainergeschäft zurückgezogen.

## Spieler
Der aus der damals selbständigen Stadt Walsum, die seit dem 1. Januar 1975 zu Duisburg gehört, stammende Mittelfeldspieler Hollmann, der zuvor für Eintracht Duisburg spielte, kämpfte von 1970 bis 1973 mit Rot-Weiß Oberhausen in der Bundesliga gegen den Abstieg. Am letzten Spieltag der Saison 1972/1973, beim nur noch für die Statistik relevanten 2:1-Heimsieg gegen Kickers Offenbach, markierte er vor der Negativrekordkulisse von nur 900 Zusehern den vorletzten Treffer der Oberhausener Bundesligageschichte. Insgesamt traf er in 91 Partien neun Mal für die Rheinländer.
Von 1970 bis 1972 spielte er 13 Mal in der deutschen Amateurnationalmannschaft, die als Olympiaauswahl an den Olympischen Spielen 1972 in München teilnahm. In der Vorbereitung erzielte er ein Tor. Bei der Endrunde in München spielte er – neben Spielern wie Uli Hoeneß, Ottmar Hitzfeld und weiterer Bundesligaprominenz – dreimal für die Bundesrepublik Deutschland, die dort nach einem 2:3 im historischen, ersten innerdeutschen Fußballduell gegen die Auswahl der DDR vor 80.000 Zusehern im Olympiastadion das Spiel um die Bronzemedaille verpasste.
Danach wechselte er zum Bundesligaabsteiger Eintracht Braunschweig in die Regionalliga Nord. Die Eintracht, in jener Ära vom Likörfabrikanten Günter Mast  („Jägermeister“) gefördert, schloss die Liga mit einer Rekord-Tordifferenz von 102 Toren (125:23) souverän als Erster ab. In der anschließenden Aufstiegsrunde setzten sich die von Otto Knefler trainierten Braunschweiger dank eines 2:1-Sieges gegen Wacker 04 Berlin, bei dem Hollmann das 1:0 erzielte, aufgrund der knapp besseren Tordifferenz gegen den 1. FC Nürnberg durch.
Die in der Bundesliga von Branko Zebec – in seinen nüchternen Tagen einer der besten Trainer seiner Ära – trainierte Mannschaft, unter anderem mit Nationaltorwart Bernd Franke, dem späteren Vizeweltmeister Wolfgang Dremmler und Bernd Gersdorff im Kader, erhielt die Klasse sicher und wurde Neunter. Mit dem jugoslawischen Flügelstürmer Danilo Popivoda verstärkt erreichte die Eintracht 1976 den fünften Platz und qualifizierte sich somit für den UEFA-Pokal 1976/77.
1977 wurde die Eintracht Dritter der Liga, auch Dank 24 Treffer von Wolfgang Frank, und erreichte damit ihren besten Rang seit der Meisterschaft zehn Jahre zuvor. Im UEFA-Cup schied die Mannschaft in der zweiten Runde mit 2:1 und 0:2 gegen Espanyol Barcelona aus. Im Jahr darauf setzte aber der erneute Niedergang der Eintracht ein. Trotz des Zugangs des Weltstars Paul Breitner reichte es nurmehr für Platz 13. Die Saison begann noch hoffnungsfroh. In der ersten Runde des UEFA-Pokals konnte immerhin noch die sowjetische Spitzenmannschaft Dynamo Kiew – trainiert von Walerij Lobanowskyj und mit Europas Fußballer des Jahres von 1975 Oleh Blochin – mit 1:1 und 0:0 aufgrund der Auswärtstorregel ausgeschaltet werden. Doch ab Oktober wurden Siege zur Ausnahme, und auch im UEFA-Cup war nach zwei Niederlagen gegen PSV Eindhoven im Achtelfinale Schluss. Bei der Partie des ersten Spieltages in Kaiserslautern wollte Hollmann etwa um die 70. Minute beim Spielstand von 1:0 für Braunschweig gegen einen seiner Meinung nach ungerechtfertigten Elfmeter protestieren und wurde vom Schiedsrichter Werner Burgers aus Versehen mit einem Ellbogencheck niedergestreckt. Hollmann wachte erst wieder im Krankenwagen auf. Reinhard Meier verwandelte den Elfer und die „roten Teufel“ gewannen am Ende mit 2:1. Breitner meinte, „Ich wusste nicht, dass in Deutschland die Schiedsrichter Spieler k.o. schlagen dürfen.“ Dafür wurde er vom DFB mit einer Strafe von 5000 Mark bedacht.
In der Saison darauf wurde die Eintracht ohne Breitner unter den Trainern Werner Olk und Heinz Lucas Neunter.  Lucas wurde 1979 schon bald durch Uli Maslo ersetzt, doch die Eintracht versank in einem Meer von Niederlagen und Hollmann musste 1980 zum zweiten Mal als Tabellenletzter absteigen.
Hollmann blieb diesmal, wie auch Maslo, und in der 2. Bundesliga wurde die Eintracht Zweiter, nunmehr mit Nationalspieler Ronald Worm und dem späteren Bayern-Spieler Wolfgang Grobe als wohl prominentesten Spielern. Diese beiden trafen dann auch im Relegationsrückspiel gegen Kickers Offenbach zum 2:0-Sieg, was nach dem 0:1 im Hinspiel für den umgehenden Wiederaufstieg reichte. In den nächsten Saisonen wurde die Eintracht Elfter, 15. und 1984 Neunter. Bereits am 30. Spieltag, beim 0:0 gegen Bayer Leverkusen bestritt Hollmann sein 27. Saisonspiel und seine letzte Bundesligapartie. Sechsmal netzte er in dieser Saison noch ein. Mehr Bundesligatreffer, sieben, erzielte er nur im Oberhausener Abstiegsjahr. Insgesamt erzielte er in 259 Bundesligaspielen für die Eintracht 24 Tore und in der 2. Bundesliga kam er in 15 Partien auf zwei Tore.
Die Eintracht verabschiedete sich 1985 für das nächste Vierteljahrhundert von der Bundesliga.

## Trainer
Nach seiner Spielerkarriere wurde Hollmann Trainer. Zu Beginn arbeitete er von 1984 bis November 1985 beim in der drittklassigen Oberliga spielenden MTV Gifhorn, anschließend bis 1988 beim westfälischen Oberligisten Rot-Weiß Lüdenscheid.
Von 1988 bis 1992 war er Co-Trainer beim 1. FC Kaiserslautern; zunächst assistierte er den Trainern Josef Stabel und Gerd Roggensack, von 1989 bis 1990 war er gleichzeitig Trainer der FCK-Amateure. Im Februar 1990 wurde Karl-Heinz Feldkamp Cheftrainer, mit dem er 1991 Deutscher Meister wurde. Mit 48:20 Punkten wurde Titelverteidiger FC Bayern München (45:23 Punkte) auf den zweiten Platz verwiesen. In der Saison 1991/92 reichte es nurmehr zum fünften Platz. Im Europapokal der Landesmeister 1991/92 schied Kaiserslautern in der zweiten Runde knapp gegen den späteren Sieger, dem von Johan Cruyff trainierten FC Barcelona mit 0:2 und 3:1 nach einem Tor von José Mari Bakero in der Nachspielzeit aus.
Zeitgleich mit Feldkamp, der in die Türkei zu Galatasaray ging, verließ Hollmann 1992 den Verein und wurde Cheftrainer beim FC Carl Zeiss Jena, mit dem er Achter in der aufgrund der Wiedervereinigung 24 Mannschaften zählenden Liga wurde.
Mit Beginn der Saison 1993/94 wurde er, mit einem Einjahresvertrag ausgestattet, als Nachfolger von „Kalli“ Feldkamp, der sich vom Trainergeschäft zurückzog, auf dessen Empfehlung Cheftrainer des türkischen Meisters Galatasaray Istanbul. Mit dem Star Hakan Şükür, den Ex-Bundesliga Heroen Falko Götz und Reinhard Stumpf sowie dem vormaligen Bayern-Amateur Uğur Tütüneker gewann er zunächst im August durch ein 2:0 gegen Beşiktaş Istanbul den Supercup. Danach gelang auch die Titelverteidigung in der Süper Lig.
Nach Ergebnissen von 3:3 auswärts und 0:0 gegen Manchester United gelang Galatasaray aufgrund der Auswärtstorregel der Einzug in die Gruppenphase der Champions League, die in jenem Jahr aus acht Vereinen in zwei Gruppen bestand, vor. Dort schied Galatasaray aber mit nur zwei Punkten aus. Im April und Mai gab es noch die Möglichkeit, auch den Pokal zu verteidigen, was aber mit Ergebnissen von 0:0 und 2:3 in den Finals gegen das von Christoph Daum trainierte Beşiktaş misslang. Ende Mai stand noch das Finale um den Supercup 1994 an, in dem es in Ankara gar ein 1:3 gegen Beşiktaş gab. Am Saisonende wurde ihm kein neues Vertragsangebot unterbreitet. Sein von Kocaelispor kommender Landsmann Reinhard Saftig wurde als Nachfolger verpflichtet. Der sollte beim erfolglosen Versuch der erneuten Titelverteidigung nach 25 Spieltagen auf der Strecke bleiben.
Zur Saison 1994/95 heuerte er beim Zweitbundesligisten 1. FC Saarbrücken an, wo er aber nach 20 Spieltagen auf dem 14. Platz und nur einen Punkt über den Abstiegsrängen befindlich, durch den Ex-Schalker Spieler Klaus Scheer ersetzt wurde, der die Saison auf Platz sieben beendete.
Von 1995 bis 1997 war er Cheftrainer beim ägyptischen Spitzenklub al Ahly SC. Die Zeit in Kairo wurde zum Erfolg. Er gewann 1996 und 1997 den jeweils Meistertitel und 1996 den Pokal, den Arabischen Champions Cup und den Arabischen Super Cup.
Im Dezember 1997 wurde er als Notnagel zu Carl Zeiss Jena zurückgeholt. Unter Frank Engel stand die Mannschaft in der 2. Bundesliga auf dem 16. Platz und war damit dem Abstieg geweiht. Hollmann konnte an der Platzierung nichts mehr ändern.
Nachfolgend war Hollmann beim Al-Hilal Saudi Club in der Saudischen Hauptstadt Riad, einigen Klubs in den Vereinigten Arabischen Emiraten und zum Karriereabschluss 2008 beim ägyptischen Spitzenklub Al Zamalek SC, wo sein Engagement Anfang Dezember beendet wurde, nachdem der Kairoer Klub nur den sechsten Rang in der Liga belegte.

## Statistische Karriereübersicht
Spieler
- 1970–1973: Rot-Weiß Oberhausen
- 1973–1984: Eintracht Braunschweig
- 1984–1987: Rot-Weiß Lüdenscheid

Trainer
- 1984–1985: MTV Gifhorn
- 1986–1988: Rot-Weiß Lüdenscheid
- 1988–1992: 1. FC Kaiserslautern (Co-Trainer)
- 1989–1990: 1. FC Kaiserslautern (Amateure; zusätzlich)
- 1992–1993: FC Carl Zeiss Jena
- 1993–1994: Galatasaray SK
- 1994–1995: 1. FC Saarbrücken
- 1995–1997: Al Ahly SC  (Kairo)
- 1997–1998: FC Carl Zeiss Jena
- 1998–1999: Al-Hilal Saudi Club (Riad)
- 1999–2001: Al Nasr SC (Dubai)
- 2003–2004: Al Shahab (Dubai)
- 2004–2006: Al Wahda SCC (Abu Dhabi)
- 2006–2007: Al Nasr SC (Dubai)
- 2008–2008: Al Zamalek SC (Kairo)

Erfolge
mit Galatasaray
- Türkischer Supercup: 1993
- Türkische Meisterschaft: 1994

mit Al Ahly
- Arab Club Champions Cup: 1996
- Arabischer Super Cup: 1997
- Ägyptische Meisterschaft: 1996, 1997
- Ägyptischer Pokal: 1996